# Método vapor-líquido-sólido

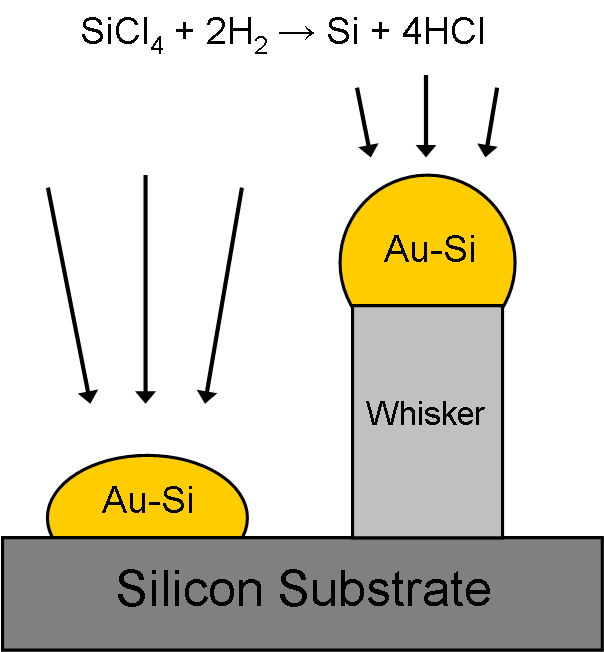
Figura 1: ilustración Esquemática del nanohilo de Si (whisker) creciendo a partir de la reacción de SiCl4 y H2 en fase vapor. Esta reacción es catalizada por la gota de oro y silicio depositada en la superficie de la oblea con anterioridad al crecimiento del nanohilo.

El método vapor-líquido-sólido (VLS) es un mecanismo para el crecimiento de estructuras unidimensionales, como nanohilos, a través de diferentes métodos, como la deposición química de vapor. El crecimiento de un cristal a través de adsorción directa de una fase gas a una superficie sólida es generalmente muy lenta. El mecanismo VLS solventa este problema introduciendo una aleación líquida catalizadora que puede rápidamente adsorber un vapor en niveles de sobresaturación, y en dónde el crecimiento del cristal puede suceder a partir de la nucleación de embriones en la interfaz líquido–sólida. Las características físicas de nanohilos formados de esta manera depende, de una forma controlable, del tamaño y propiedades físicas de la aleación líquida.

## Historia

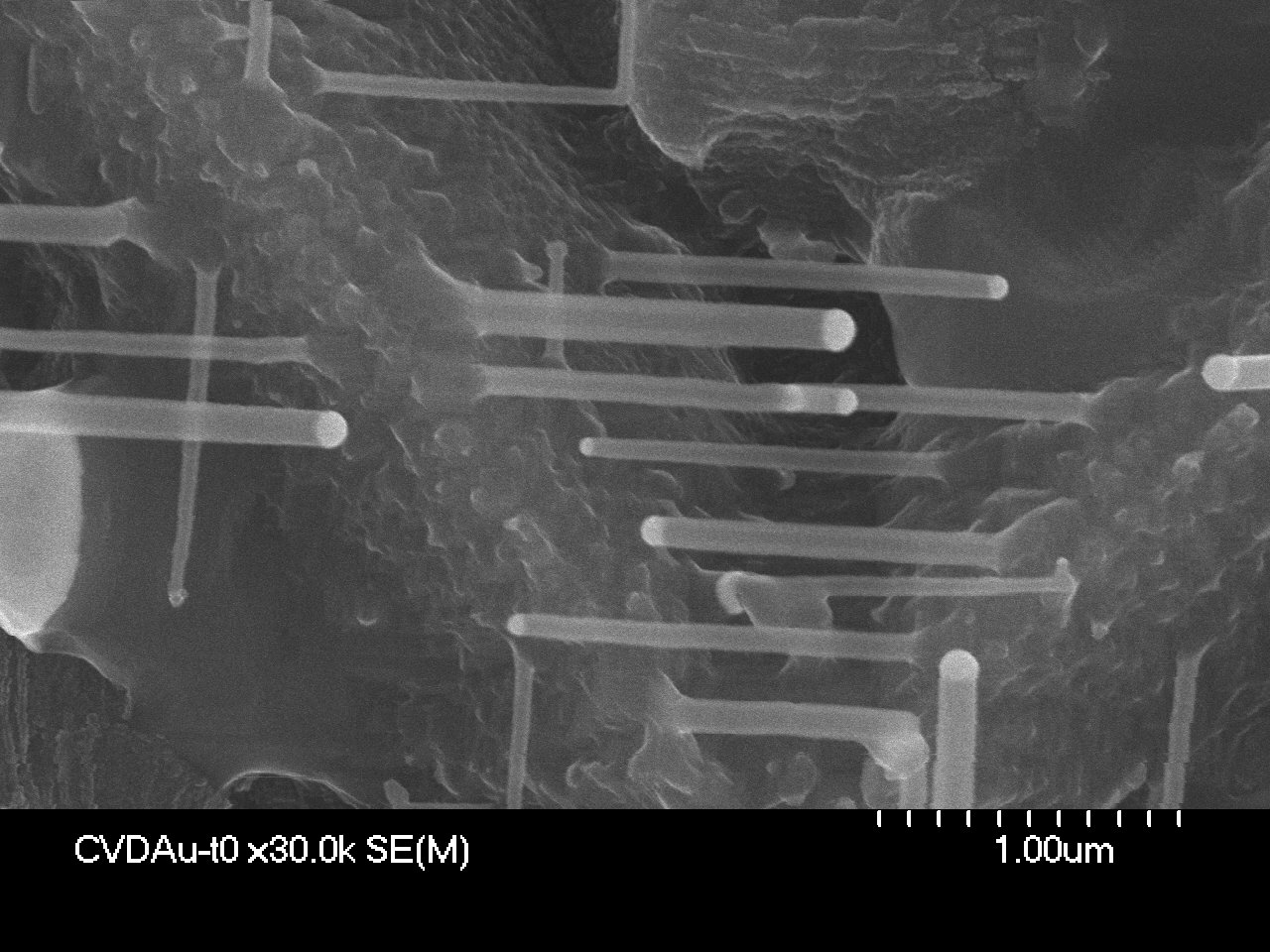
Figura 2: Crecimiento de nanohilos de Si utilizando partículas catalizadoras de Au por CVD

El mecanismo VLS fue propuesto en 1964 para explicar el crecimiento de nanohilos de silicio desde la fase gas en presencia de una gota de oro líquida colocada sobre un substrato de silicio. La explicación estuvo motivada por la ausencia de dislocaciones axiales helicoidales en el nanohilo, la necesidad de la gota de oro para el crecimiento, y la presencia de la gota en el extremo del nanohilo durante todo el proceso de crecimiento.

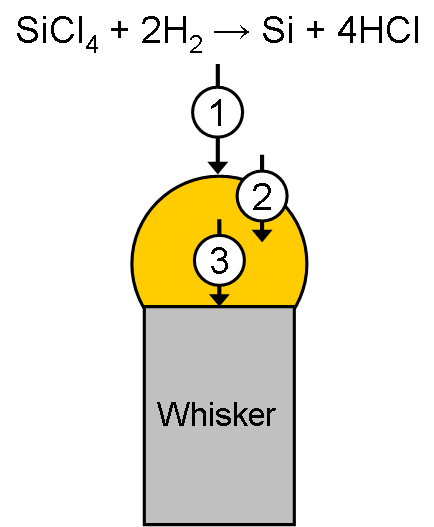
Figura 3: ilustración Esquemática del crecimiento del nanohilo bajo una gota catalizadora de aleación metálica.

## Introducción
Típicamente, el mecanismo VLS se describe en tres etapas:
- Preparación de una gota de aleación líquida sobre el substrato donde crecerá el nanohilo.
- Introducción de la sustancia en forma vapor, la cual se adsorbe a la superficie líquida, y se difunde hacia la gota.
- Sobresaturación y nucleación en la interfaz líquido-sólida, provocando un crecimiento axial del cristal.

## Método experimental
El proceso VLS  es el siguiente:
1. Una la película delgada de Au (~1–10 nm) es depositada sobre un sustrato de silicio (Si) por deposición o evaporación térmica.
2. El sustrato es atemperado a temperaturas mayores que el punto eutéctico del sistema Au-Si, creando gotas de aleación de Au-Si en la superficie del sustrato. Mezclando Au con Si, la temperatura de fusión de la aleación se reduce comparada con la de cada uno de los elementos de la aleación. La temperatura de fusión del sistema Au:Si tiene un mínimo (~363 °C) cuándo la proporción de sus elementos es 4:1 Au:Si.
3. Las técnicas de litografía permiten manipular el diámetro y la posición de las gotas.
4. Los nanohilos cristalinos crecen a través de un proceso de deposición física o química de vapor catalizada por una gota de aleación metálica líquida, que tiene lugar en el vacío. Las gotas de Au-Si en la superficie del sustrato reducen la energía de activación del crecimiento vapor-sólido.
5. El silicio tiene un punto de fusión (~1414 °C) mucho más alto que el de la aleación eutéctica, con lo cual los átomos de Si precipitan debajo de la gota sobresaturada, elevándola de la superficie. Este proceso es ilustrado en la figura 1.

### Características del método VLS
- Energía de reacción menor que en el caso del crecimiento vapor-sólido.
- Los hilos crecen solo en las áreas activadas por los catalizadores metálicos. El tamaño y la posición de los hilos está determinada por estas propiedades de los catalizadores metálicos.
- Este mecanismo de crecimiento también puede producir una matriz de nanohilos altamente anisótropos.

### Requisitos para las partículas catalizadoras
Los requisitos para los catalizadores son:
- Debe formar una solución líquida con el material cristalino para que éste crezca a la temperatura de crecimiento.
- La solubilidad sólida del agente catalizador es baja en las fases sólidas y líquidas del sustrato.
- La presión de vapor en equilibrio del catalizador sobre la aleación líquida debe ser pequeña de modo que la gota no se evapore, se encoja en volumen y disminuya el radio del hilo hasta que, finalmente, el crecimiento haya finalizado.
- El catalizador debe ser inerte a los productos de la reacción.
- Las energías de las interfases vapor–sólido, vapor–líquido, y líquido–sólido tienen un papel clave en la forma de las gotas y por tanto deben ser examinadas antes de escoger un catalizador adecuado. Los ángulos de contacto pequeños entre la gota y el sólido son más apropiados para un gran crecimiento, mientras que ángulos de contacto grandes dan lugar a hilos de radio menor.
- La interfaz sólido-líquido debe estar cristalográficamente bien definida para producir un crecimiento en una dirección bien definida de los nanohilos. Es también importante señalar que la interfaz sólido-líquida no puede ser completamente lisa. Más aún, si la interfaz líquido-sólida fuese atómicamente lisa, los átomos cercanos a la interfaz que intentarían acoplarse al sólido no tienen espacio para unirse hasta que no nucleen nuevas islas, haciendo así que el crecimiento sea exageradamente lento. Por tanto, son necesarias superficies sólidas rugosas para que los átomos se acoplen y hagan crecer el nanohilo.

## Mecanismo de crecimiento

### Formación de la gota catalizadora

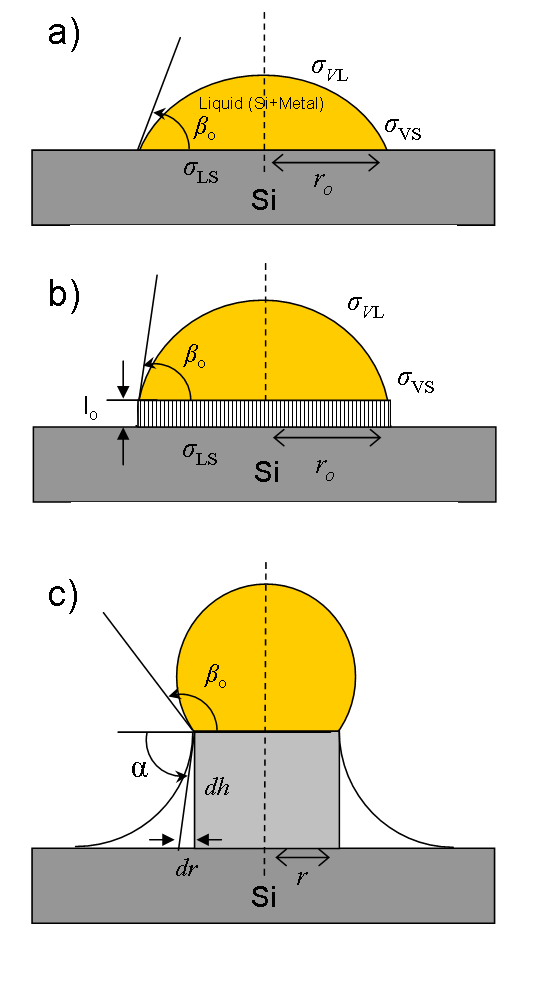
Figura 4: ilustración Esquemática del crecimiento de un nanohilo catalizado con una gota de aleación metálica durante las etapas tempranas del crecimiento del nanohilo.

El conjunto de materiales usados, así como la eficiencia del sistema de vacío y por lo tanto la cantidad de contaminación y/o la presencia de capas de óxido en la gota y en la superficie del sustrato durante el experimento, tiene mucha influencia en la magnitud de las fuerzas presentes en la intercara gota-sustrato y, a la vez, determina la forma de la gota. La forma de la gota, i.e. el ángulo de contacto (β0, ver Figura 4) puede ser modelada matemáticamente. Aun así, la presencia de fuerzas durante el crecimiento es muy difícil de medir experimentalmente. No obstante, la forma de una partícula catalizadora en la superficie de un sustrato cristalino está determinada por un equilibrio entre las fuerzas de tensión superficial del sustrato y la intercara líquido–sólido. El radio de la gota varía con el ángulo de contacto de la siguiente forma:
{\displaystyle R={\frac {r_{\mathrm {o} }}{\sin(\beta _{\mathrm {o} })}},}
donde r0 es el radio del área de contacto y β0 es definido por la ecuación de Young modificada:
{\displaystyle \sigma _{\mathrm {1} }\cos(\beta _{\mathrm {o} })=\sigma _{\mathrm {s} }-\sigma _{\mathrm {ls} }-{\frac {\tau }{r_{\mathrm {o} }}}},
Depende de la tensión superficial del sustrato (σs) y de la tensión superficial en la intercara líquido–sólido (σls), así como una tensión lineal adicional (τ) la cual tiene efecto cuando el radio inicial de la gota es pequeño. Cuando el nanohilo empieza a crecer, su altura aumenta una cantidad dh y el radio del área del contacto decrece una cantidad dr (ver Figura 4). A medida que el nanohilo sigue creciendo, el ángulo de inclinación en la base de los nanohilos aumenta (α, cuyo valor era 0 antes del crecimiento), al igual que β0:
{\displaystyle \sigma _{\mathrm {1} }\cos(\beta _{\mathrm {o} })=\sigma _{\mathrm {s} }\cos(\alpha )-\sigma _{\mathrm {ls} }-{\frac {\tau }{r_{\mathrm {o} }}}}.
Así pues, la tensión lineal tiene una gran influencia en el área de contacto del catalizador. El resultado más significativo es que tensiones lineales diferentes resultarán en modos de crecimiento diferentes. Si las tensiones de línea son demasiado grandes, surge un crecimiento en forma de pequeñas colinas (nanohillock growth), provocando la detención del crecimiento del nanohilo.

### Diámetro del nanohilo
El diámetro del nanohilo crecido depende de las propiedades de la gota de aleación. El crecimiento de nanohilos requiere gotas nanométricas preparadas sobre el sustrato. En una situación de equilibrio esto no es posible, ya que el radio mínimo de una gota de metal está dado por
{\displaystyle R_{\mathrm {min} }={\frac {2V_{l}}{RTln(s)}}\sigma _{lv}\,}
donde Vl es el volumen molar de la gota, σlv es la energía de superficie de la intercara vapor-líquido, y s es el grado de sobresaturación del vapor. Esta ecuación restringe el diámetro mínimo de la gota, y de cualquier cristal que pueda crecer a partir de ella, típicamente por encima la escala nanométrica. 

### Cinética del crecimiento del nanohilo
Durante el crecimiento por el método VLS del nanohilo, el ratio de crecimiento depende del diámetro: cuanto mayor es su diámetro, más rápido crece axialmente. Esto sucede porque la sobresaturación del catalizador ({\displaystyle \Delta \mu }) es la fuerza principal para el crecimiento, la cual decrece cuando disminuye el diámetro (también conocido como el efecto Gibbs-Thomson):
{\displaystyle \Delta \mu =\Delta \mu _{\mathrm {o} }-{\frac {4\alpha \Omega }{d}}}.
donde Δµ es la fuerza principal para el crecimiento del nanohilo. Más específicamente, Δµ0 es la diferencia entre el potencial químico de la especie depositada entre las fases vapor y sólida. Δµ0 es la diferencia inicial que da paso al crecimiento del nanohilo (cuando {\displaystyle d\rightarrow \infty }), mientras que {\displaystyle \Omega } es el volumen atómico de la especie depositada y {\displaystyle \alpha } es la energía libre de la superficie del hilo. Esta ecuación también revela que para diámetros pequeños (<100nm) las fuerzas son más pequeñas, mientras que para diámetros mayores son más grandes.